# Warry Copse Cemetery
Le    Warry Copse Cemetery  est un cimetière militaire de la Première Guerre mondiale, situé sur le territoire de la commune de Courcelles-le-Comte, dans le département du Pas-de-Calais, au sud d'Arras.

## Localisation
Ce cimetière est situé au sud-est de la commune, le long de la  ligne de chemin de fer de Paris-Nord à Lille, à environ 3 km du village. Pour y accéder, il faut  se rendre à Gomiécourt et emprunter plusieurs chemins agricoles. A 400 m au sud, on aperçoit un second cimetière, le Railway Cutting Cemetery implanté de l'autre côté de la voie ferrée.

## Histoire

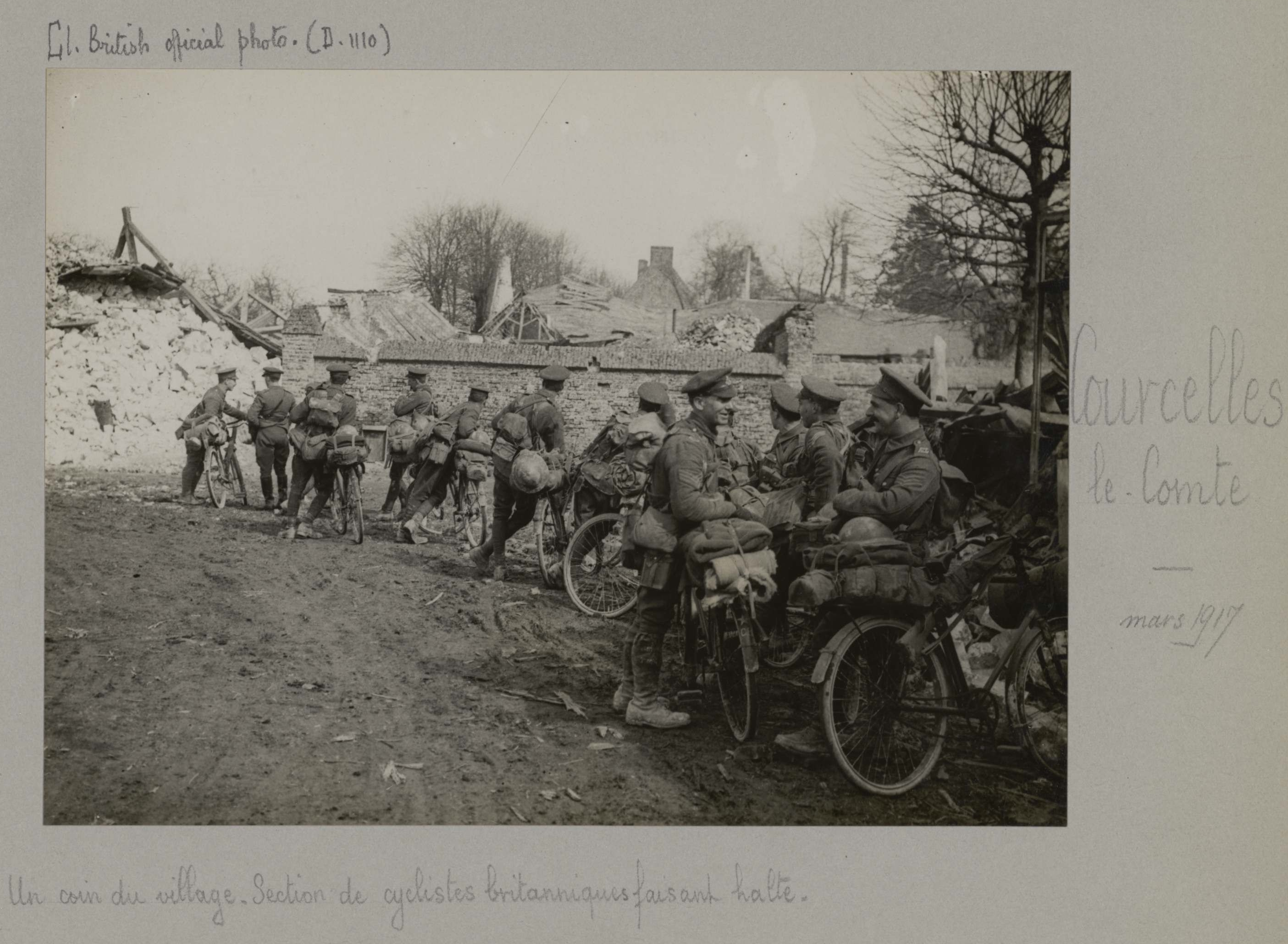
Section cycliste britannique dans les ruines du village en mars 1917.

Aux mains des Allemands dès fin août 1914, le village restera loin des combats jusqu'en mars 1917, date à laquelle les Allemands  évacueront tous les habitants et détruiront  les habitations pour transformer la zone en un no man’s land à la suite de leur retrait sur la ligne Hindenburg.

Les ruines de Courcelles-le-Comte sont occupées par les troupes britanniques en mars 1917 après le retrait des Allemands sur la Ligne Hindenburg. Le village est perdu en mars 1918 lors de l'Offensive du Printemps de l'armée allemande et sera repris définitivement  par la 3e division le 21 août 1918 lors de la percée de la Ligne Hindenburg .

Ce cimetière est créé pour inhumer les victimes des combats à la fin du mois d'aôut.

Il comporte 40 sépultures de soldats britanniques tous tombés en ce lieu les 21, 22 et 23 août 1918 
.

## Caractéristiques
Ce cimetière a un plan rectangulaire aux angles arrondis de 30 m sur 7. Toutes les tombes sont alignées régulièrement sur une seule rangée.

Il est entouré d'un muret de moellons .

Le cimetière a été conçu par William Harrison Cowlishaw.

## Sépultures
| Pays        | Sépultures |
| ----------- | ---------- |
| Royaume-Uni | 40         |

## Galerie

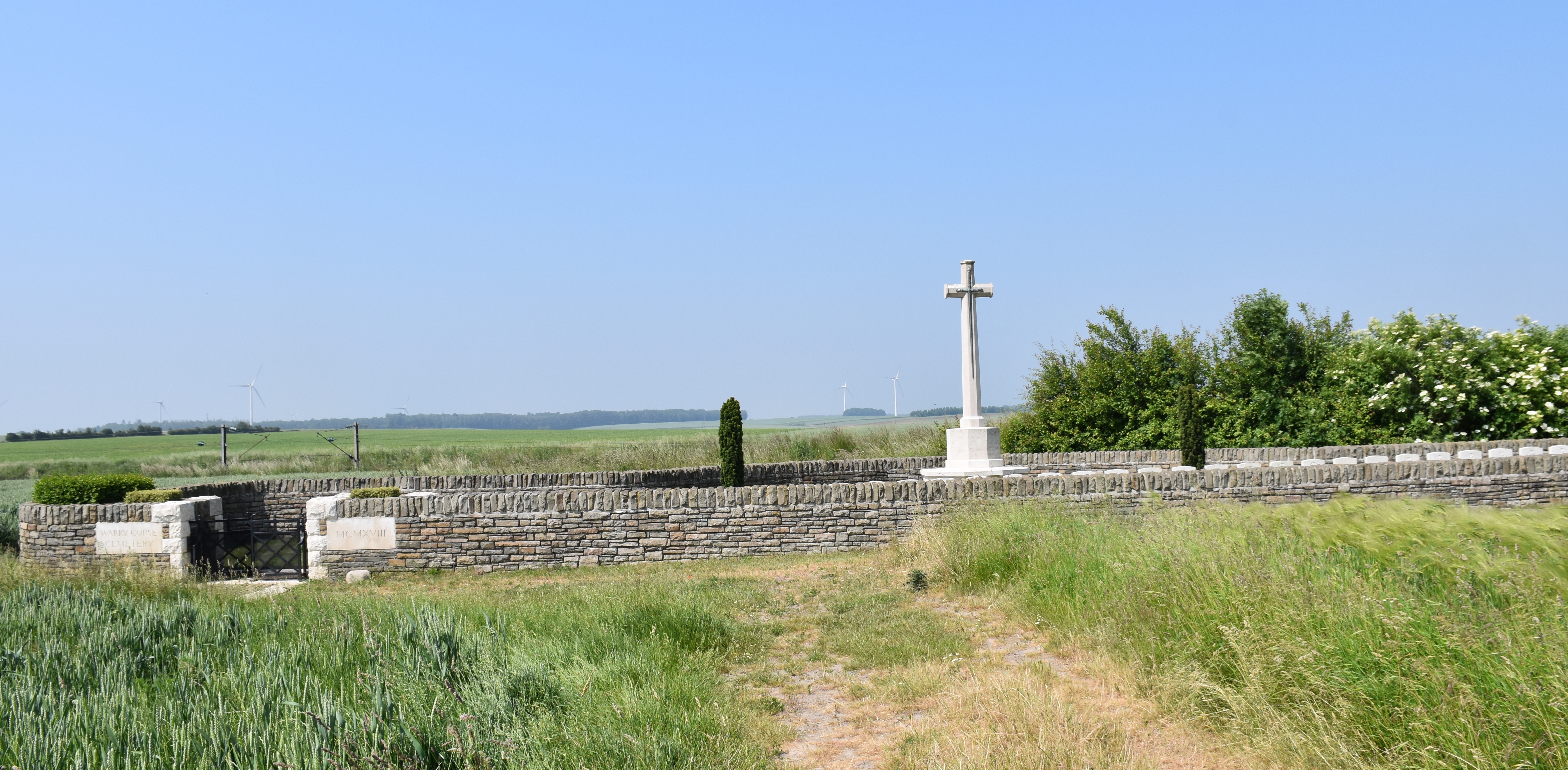
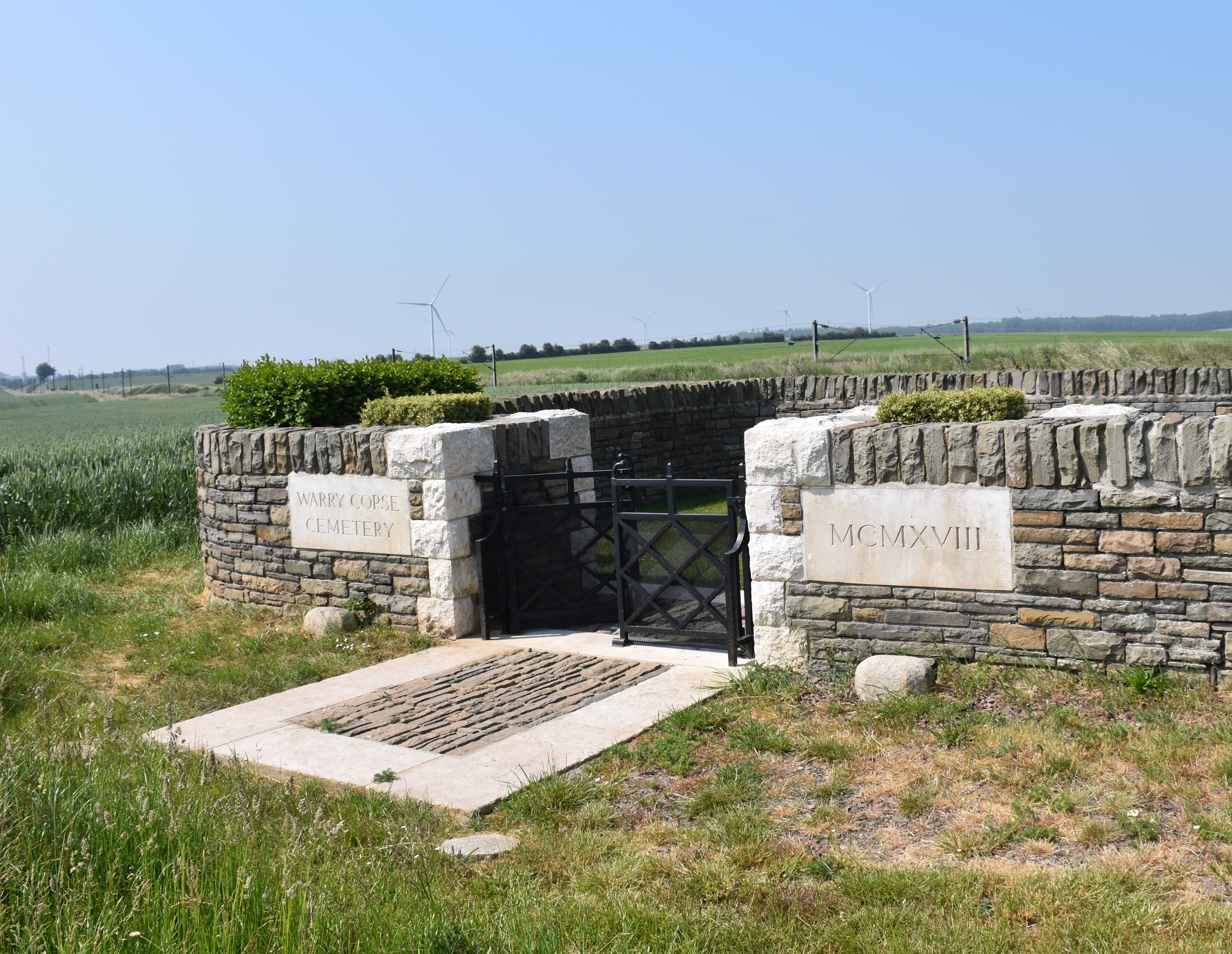
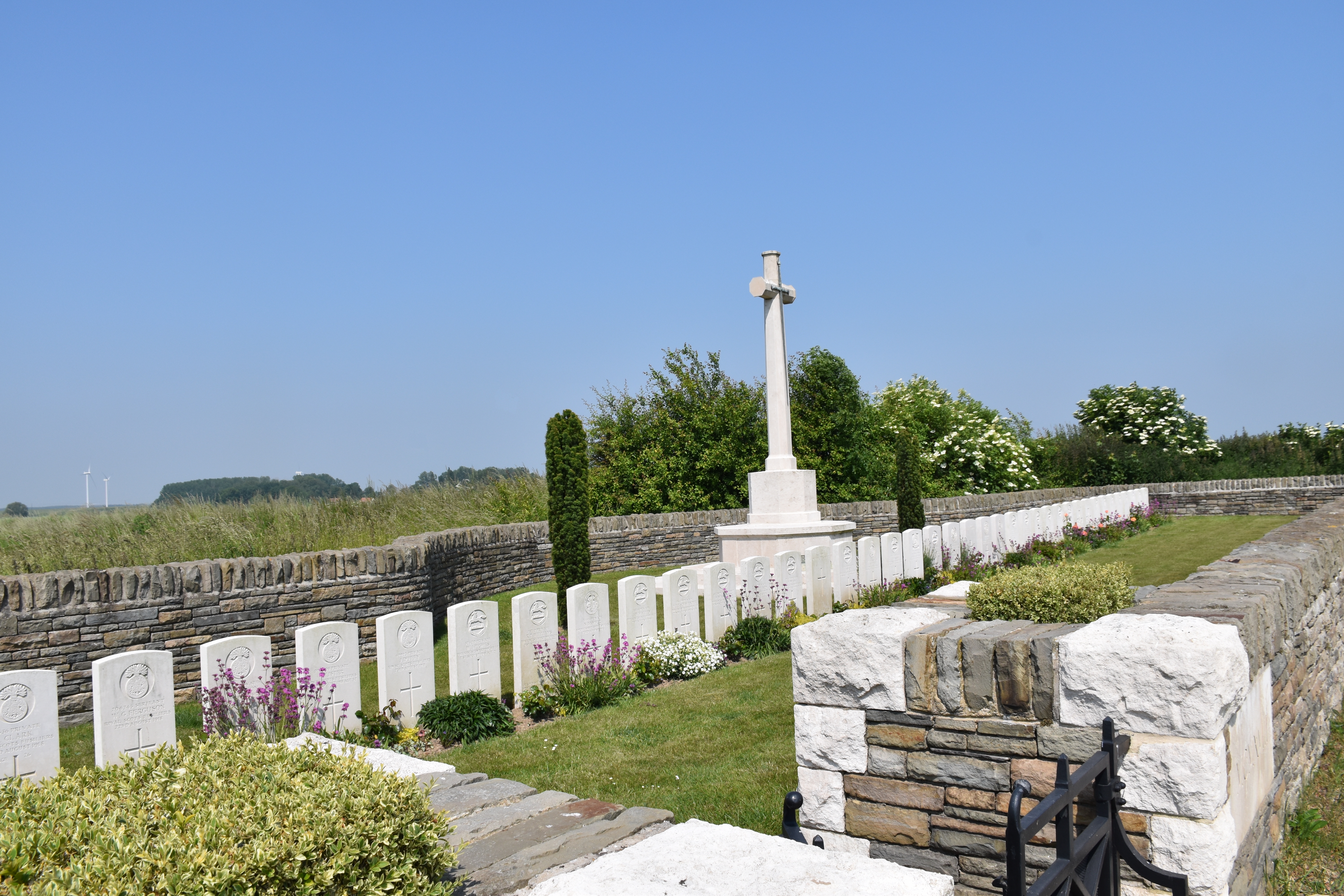
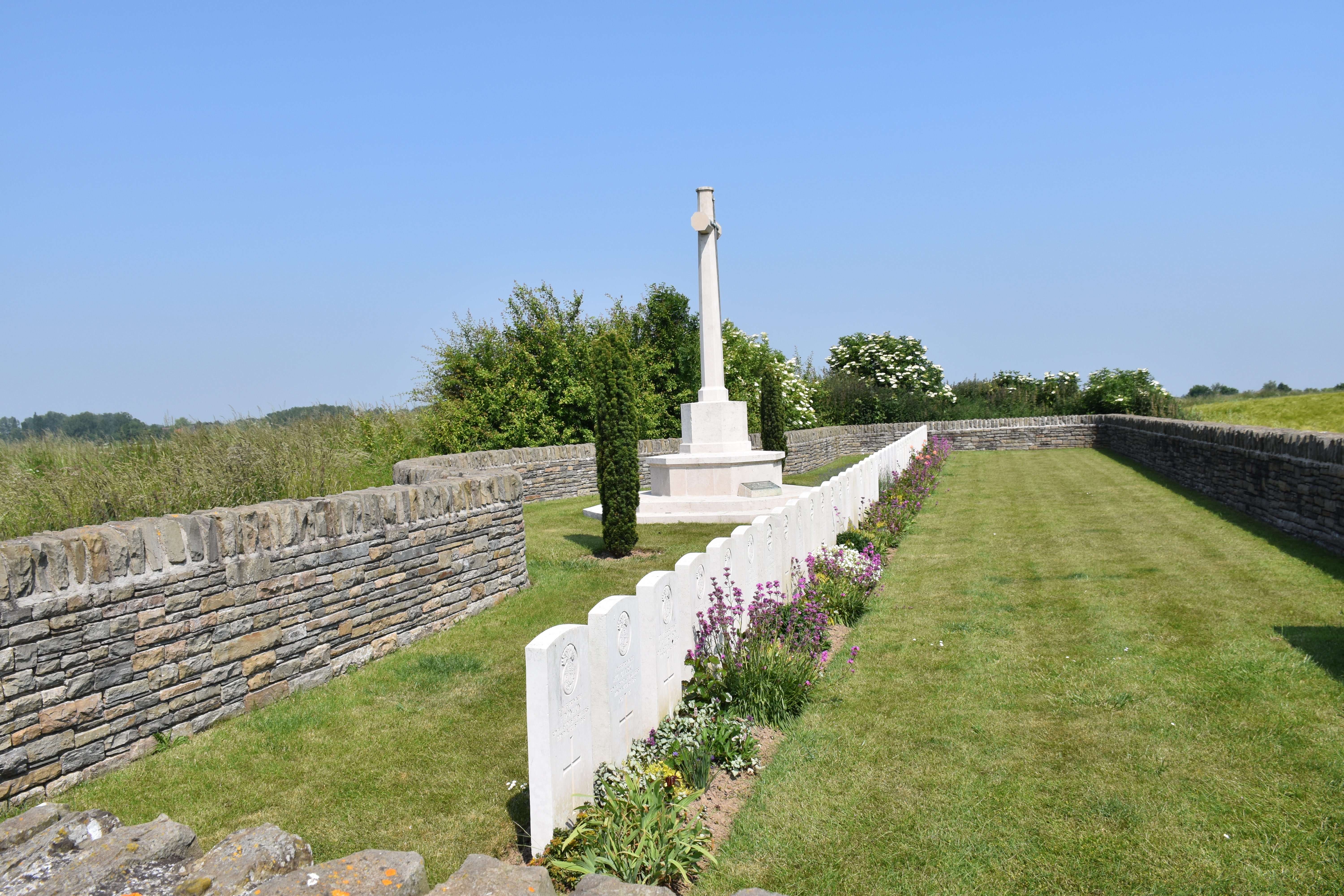
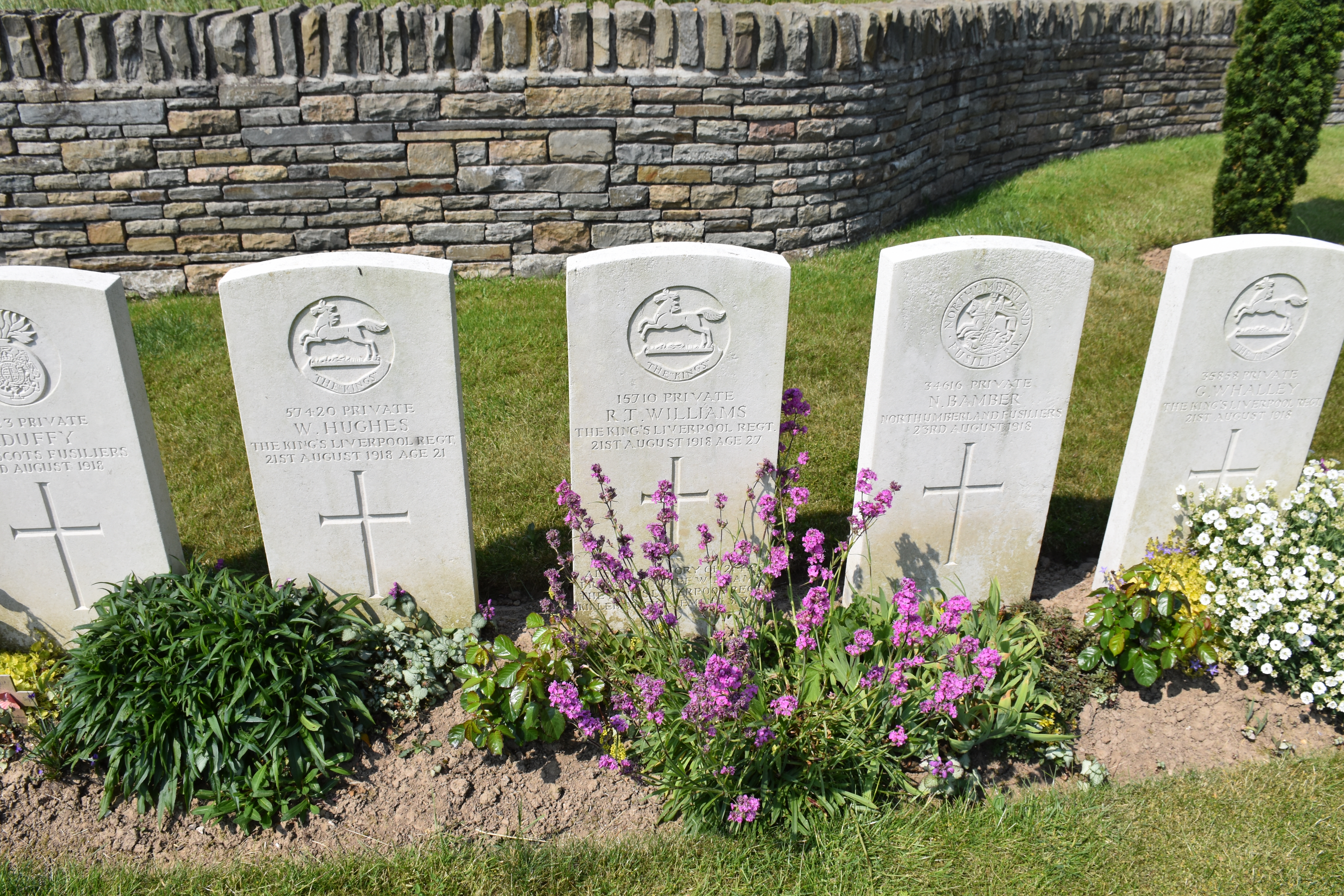
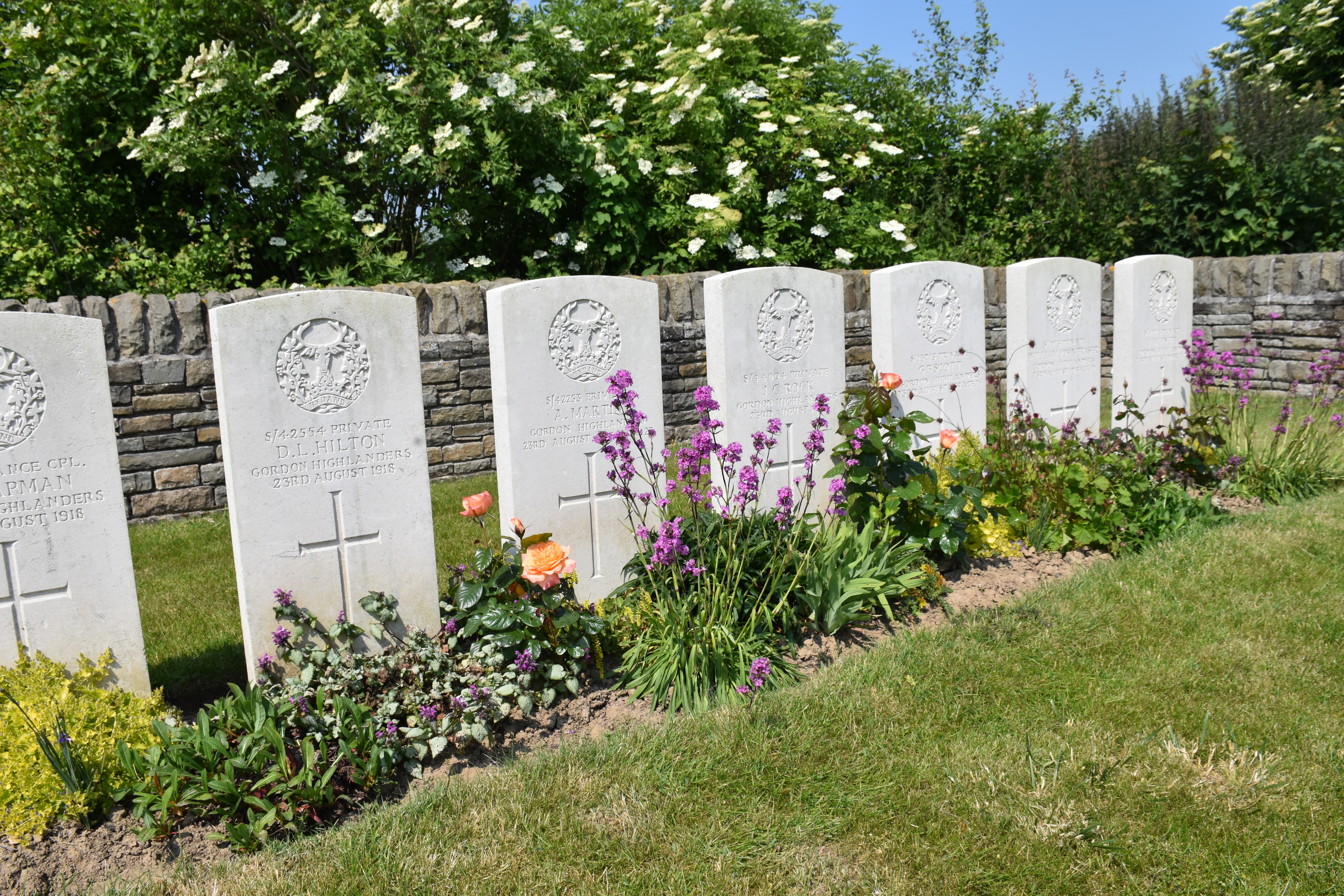
Sept tombes de soldats du "Gordon Highlanders" tombés le 23 août 1918.